# Белова, Матрёна Павловна
Матрёна Павловна Белова (5 марта 1917, село Щигры, Ялуторовский уезд, Тобольская губерния — 28 июня 1979, село Краснознамённое, Мамлютский район, Северо-Казахстанская область, Казахская ССР) — доярка племзавода «Мамлютский» Мамлютского района Северо-Казахстанской области, Казахская ССР. Герой Социалистического Труда (1966). Депутат Верховного Совета Казахской ССР 7-го созыва.

## Биография
Родилась в 1917 году в крестьянской семье в cеле Щигры Ялуторовского уезда. После окончания местной школы с 1935 года трудилась в колхозе имени Вильямса. С 1936 года — доярка совхоза «Мамлютский» (позднее — одноимённый племзавод).
Ежегодно показывала высокие трудовые результаты. В 1961 году надоила от каждой закреплённой за ней 16 коров в среднем по 1401 килограмма молока. В последующем, освоив механическую дойку, обслуживала большее количество коров. В 1965 году получила на круг от 26 коров по 3371 килограмма молока. В этом же году заняла первое место в социалистическом соревновании среди доярок Казахской ССР. Указом Президиума Верховного Совета СССР от 22 марта 1966 года удостоена звания Героя Социалистического Труда за «достигнутые успехи в развитии животноводства, увеличении производства и заготовок мяса и молока» с вручением ордена Ленина и золотой медали «Серп и Молот» (№ 11288).
Избиралась депутатом Верховного Совета Казахской ССР 7-го созыва (1967—1971) от Мамлютского избирательного округа. Неоднократно участвовала в работе Всесоюзной выставки ВДНХ.
Трудилась на племзаводе до выхода на пенсию. Проживала в селе Краснознамённое Мамлютского района. Умерла в июне 1979 года. Похоронена на Старом православном кладбище в Краснознамённом.
Память
- Её имя внесено в Золотую книгу почёта Казахской ССР.
- Её имя увековечено на Аллее славы в города Мамлютка.

Награды
- Герой Социалистического Труда
- Орден Ленина
- Большая серебряная и 5 бронзовых медалей ВДНХ.
- Почётные грамоты Президиума профсоюзов Казахской ССР и Президиума ВЦСПС.